# Дзержинка (Челябинская область)
Дзержинка — посёлок в Верхнеуральском районе Челябинской области России. Входит в состав Форштадтского сельского поселения.
Территория, где располагается поселок, до Октябрьской революции принадлежала женскому монастырю, закрытому в 1928 году. До этого располагался хутор Поповский.  В 1928 году создана коммуна имени Дзержинского,  в 1935 году преобразована в колхоз.

## География
Расположен в западной части района, на берегу реки Урал. Расстояние до районного центра города Верхнеуральска 3 км.

## Население
| 2002 | 2010 |
| ---- | ---- |
| 525  | ↘443 |

(в 1966 — 423, в 1970 — 432, в 1983 — 424)

## Улицы
- Дружбы,
- Ерёмина,
- Молодёжная,
- Набережная,
- Нагорная,
- Приуральная,
- Шоссейная.

## Инфраструктура
- Библиотека,
- фельдшерско-акушерский пункт,
- СПК «Дзержинское».